# ساولن
ساولن (به انگلیسی: Savlon) یک ماده ضدعفونی کننده با سابقه در ایران است. این نام تجاری در واقع ترکیب دو ماده ضدعفونی‌کننده کلرهگزیدین و ستریماید (Cetrimide) است.
ساولن در ضدعفونی سریع ابزارها و وسایل پزشکی و جراحی و همچنین شستشوی دست جراح و تمیز کردن زخم‌ها کاربرد دارد. همچنین محلول یک درصد آن برای ضدعفونی زخم‌ها و شستن پوست دست و بدن بسیار مناسب است. این ماده باکتری کش قوی است، ولی بر ویروس‌ها اثری ندارد. از تماس ساولن با چشم و گوش باید جلوگیری کرد. ورود آن در گوش باعث کر شدن می‌شود. ساولن باید به دور از نور و در ظرف‌های کدر نگهداری شود. درب ظروف محتوی ساولن نباید چوب پنبه‌ای و پلاستیکی باشد. زیرا این مواد، ساولن را خراب می‌کنند. ساولن توسط صابون شسته و بی‌اثر می‌شود.